# Кринге, Флориан
Фло́риан Кри́нге (нем. Florian Kringe; 18 августа 1982, Зиген, Северный Рейн-Вестфалия, ФРГ) — немецкий футболист, полузащитник.

## Карьера
В 1994 году стал заниматься футболом в школе дортмундской «Боруссии». профессиональный контракт с клубом заключил в 2001 году. В 2002 году был отдан в двухгодичную аренду в «Кёльн», где неплохо себя проявил, сыграв 62 матча и забив 8 мячей. После аренды вернулся в «Боруссию» и стал игроком основного состава. В конце августа 2009 года был отдан в аренду в «Герту», в составе которой дебютировал 12 сентября 2009 года в матче против «Майнца». Тот матч «Герта» проиграла со счётом 1:2, Флориан из-за травмы был вынужден покинуть поле на 13-й минуте.
С 2012 по 2014 год играл за «Санкт-Паули».

## Достижения
- Чемпион Германии: 2002, 2011, 2012
- Обладатель Кубка Германии: 2012
- Финалист Кубка Германии: 2008
- Обладатель Суперкубка Германии: 2008
- Финалист Кубка УЕФА: 2002